# Chuyến bay 2311 của Angara Airlines
Chuyến bay 2311 của Angara Airlines là chuyến bay nội địa theo lịch trình do Angara Airlines khai thác, từ Sân bay Ignatyevo đến Sân bay Tynda ở Nga, đã gặp nạn khi tiếp cận hạ cánh trong điều kiện tầm nhìn kém vào ngày 24 tháng 7 năm 2025.  
Chiếc Antonov An-24RV bị rơi cách sân bay Tynda khoảng 15 km (9 mi), lao vào một khu rừng gần Tynda thuộc Amur Oblast ở miền đông nước Nga. Toàn bộ 42 hành khách và 6 thành viên phi hành đoàn thiệt mạng.